# Vesle Galdhøpiggen
Vesle Galdhøpiggen (o Veslepiggen) es la cima de una montaña cerca de Galdhøpiggen en Lom, Noruega. Es la sexta montaña más alta de ese país europeo.
Se encuentra a unos 600 m al norte-noroeste de Galdhøpiggen.
La palabra Vesle significa "poco o pequeña" por lo tanto se traduce como la pequeña Galdhøpiggen.